# Hylesia derica
Hylesia derica är en fjärilsart som beskrevs av William Schaus 1940. Hylesia derica ingår i släktet Hylesia och familjen påfågelsspinnare. Inga underarter finns listade i Catalogue of Life.